# Кульоміно (Красногорський район)
Кульо́міно (рос. Кулёмино) — присілок в Красногорському районі Удмуртії, Росія.

## Населення
Населення — 8 осіб (2010; 15 в 2002).
Національний склад станом на 2002 рік:
- росіяни — 87 %